# Curtiss P-36 Hawk
P-36 Hawk (Hawk-75) е американски едноместен изтребител-моноплан от началния период на Втората световна война. Самолетът е известен както с армейското си обозначение Р-36, така и с фирменото си Curtiss Hawk 75 (Къртис Хоук-75). Във Великобритания, където през определен период също е на въоръжение, е известен като Mohawk.

## Създаване
През октомври 1934 г. във фирмата Къртис (Curtiss-Wright Corporation) започва работа Донован Бърлин, бивш конструктор в Nortrop. Още с пристигането си, той се заема с работата върху нов изтребител за USAAC. Новият самолет е готов през март 1935 г., а първият му полет е на 15 май същата година. По традиция във фирмата Къртис носи името Hawk (Хоук, „ястреб“), като обозначението му е Hawk-75.
След първия, за една година са построени още два прототипа (Hawk-75A и Hawk-75B) с различни двигатели. Самолетите участват в конкурса за нов изтребител за USSAC, но на него за победител е избран Seversky P-35. Въпреки това на Къртис са поръчани три машини с двигатели Pratt & Whitney R-1830-13 (мощност 1050 к. с.). Тези изтребители отиват на войскови изпитания, където се представят много добре, а армията преразглежда решението си и сключва договор с фирмата за доставка на голяма серия от тях.
Самолетите са произвеждани до 1942 г., като от всички модификации, включително прототипите и лицензните машини, са произведени 1334 изтребителя.

## Модификации и оператори
- Curtiss Hawk 75L – Серия от 210 изтребителя за USSAC. 178 от тях са с двигател Pratt & Whitney R-1830-13 и получават армейско обозначение Р-36А. Въоръжени са с 1 х 12.7-мм и 1 х 7.62-мм авиационни картечници. 32 машини са с двигател Pratt & Whitney R-1830-17 (1200 к. с.) и имат още две 7.62-мм картечници. Обозначени са като Р-36С. Десет Р-36А от тази серия са доставени на Бразилия през 1941 г., а четири машини (Р-36В, XP-36D, XP-36E и XP-36F) са преоборудвани в експериментални, като на тях се изпитват различни варианти на двигатели и въоръжение.
- Curtiss Hawk 75H – От тази серия са произведени два демонстрационни самолета. Шасито им е неприбираемо в полет, оборудвани са двигатели Wright R-1820-G3 (875 к. с.) и са въоръжени с една 12.7-мм и три 7.62-мм картечници. Единият е продаден на Аржентина, а вторият – на Китай. Там съпругата на Чан Кайшъ го подарява на американския генерал Клеър Ченолт, създател и командир на американската доброволческа група „Летящи тигри“, воюваща на страната на Китай срещу Япония през 1941 – 1942 г.
- Curtiss Hawk 75I – Експериментален изтребител с двигател с течно охлаждане Allison V-1710-11 (1050 к. с.). Произведена е серия от 13 опитни машини под обозначение YP-37 и двигатели V-1710-21.
- Curtiss Hawk 75J – Това е опитният Hawk-75A, получил новото си обозначение при тестовете на двигателя R-1830 с турбокомпресор.
- Curtiss Hawk 75M – Модификация, произвеждана за Китай, на базата на Hawk-75H, но вместо една 12.7-мм и три 7.62-мм картечници, въоръжението е 4 х 7.62-мм картечници. Произведени са 30 машини плюс 82 комплекта агрегати за сглобяване по лиценз в заводите в гр. Лой Вин, Китай.
- Curtiss Hawk 75N – Леко модернизирана версия на Hawk-75H, предназначена за Тайланд (тогава Сиам). Произведени 25 машини.
- Curtiss Hawk 75O – Серия от 29 машини за Аржентина. Вариантът е създаден на базата на Hawk-75H, но е с двигател R-1320-G3 и 4 х 7.62-мм картечници Madsen M1935. Аржентина се сдобива с лиценз за производството на още 100 машини от този вариант, но до 1942 г. са произведени само 20, които са на въоръжение до 1954 г.
- Curtiss Hawk 75P – Един сериен самолет Р-36А, оборудван с двигател с течно охлаждане Allison V-1710-19 (1050 к. с.), станал прототип за бъдещия P-40 Warhawk.
- Curtiss Hawk 75Q – Два Hawk-75M, които вместо в Лой Вин (Китай), са сглобени в САЩ. Снабдени са с двигатели R-1820-G-105A и усилено въоръжение.
- Curtiss Hawk 75R, Curtiss Hawk 75S (XP-42) – Опитни екземпляри за тестове на въоръжение, двигатели и т.н.
- Curtiss Hawk 75A-1 – Серия от 100 изтребителя за ВВС на Франция. Двигателите са R-1820-SG-3G, а въоръжението 4 х 7.5-мм картечници; приборното и радиооборудването са френски. Машините са доставени през декември 1938 – април 1939 г., като 18 изтребителя пристигат по море, а останалите 82 са сглобени там. След поражението на Франция през 1940 г., 6 трофейни машини от този тип са предадени от Германия на Финландия.
- Curtiss Hawk 75A-2 – Модификация на Hawk-75A-1, предназначена за Франция. Крилото е усилено за четири 7.5-мм картечници.
- Curtiss Hawk 75A-3 – Серия от 135 изтребителя отново за Франция, изпратени през януари-април 1940 г. Двигателят е заменен с R-1830-SC3G.
- Curtiss Hawk 75A-4 – Последните машини за Франция. Поръчани са 284 броя, но до капитулацията на Франция пристигат само няколко изтребителя. В средата на 1940 г. Великобритания получава 215 машини от този вариант. Тази модификация е с двигател Wright R-1820-G205A Cyclone (мощност 1200 к. с.).
- Curtiss Hawk 75A-5 – Версия, подобна на Hawk-75A-4, но с въоръжение от шест 7.62-мм картечници, предназначена за Китай. В САЩ е простроен само прототипа, а серийното производство стартира в Китай. Произведени са само 8 машини от този вариант, тъй като през октомври 1940 г. заводите са унищожени от японската авиация. През 1942 г. Индия също се опитва да да организира серийното му производство, но са произведени само пет машини, защото се оказва, че този проект не е по силите на местната промишленост.
- Curtiss Hawk 75A-6 – Модификация на базата на Hawk 75A-2, предназначена за Норвегия. Въоръжен с четири 7.92-мм картечници. През декември 1939 са произведени 12 машини. Норвегия първоначално се сдобива с лиценз за производството на 24 изтребителя, но поради влошената политическа ситуация е принудена да се откаже и поръчва още 12 броя в САЩ. По време на нападението на Нацистка Германия в страната пристигат 13 машини от този тип, които попадат в немски ръце и са предадени от Германия на Финландия.
- Curtiss Hawk 75A-7 – Версия за Холандия на базата на Hawk-75A-4, като разликата е във въоръжението – вместо 4 х 7.5-мм картечници, тези изтребители имат 1 х 12.7-мм и 3 х 7.7-мм картечници (по-късно 12.7-мм са заменени със 7.7-мм). Първоначално поръчани 35 машини, но след капитулацията на страната през май 1940 г. поръчката е съкратена на 20 машини, доставени на ВВС на Холандска Ост-Индия.
- Curtiss Hawk 75A-8 – Серия от 36 машини за Норвегия на базата на Hawk 75A-5, но с усилено въоръжение – две 12.7-мм картечници и четири 7.62-мм крилни картечници. Поръчката е готова в края на 1940 г., но правителството в изгнание на капитулиралата междувременно Норвегия взима само 6 машини. Останалите 30 постъпват на въоръжение в USAAC под обозначението P-36G, като през 1942 г. 20 от тях са дадени на Перу, където са на въоръжение до 1953 г.
- Curtiss Hawk 75A-9 – 10 машини за Иран, аналогични на Hawk 75A-5. През 1941 г. се намират в пристанището на Бомбай, където са конфискувани от британските колониални власти заради започналата съвместна инвазия на СССР и Великобритания в Иран.
- Curtiss Mohawk – След поражението на Франция, част от оцелелите самолети, които немците не успяват да пленят, прелитат в Англия и постъпват на въоръжение в RAF. Там са подложени на доработка – монтирани са 7.7-мм картечници, бронестъкла, прицелите, приборното и радиооборудването са сменени с английски. Вариантът Hawk 75A-1 с две картечници получава обозначението Mohawk Mk.I, Hawk 75A-1 и Hawk 75A-2 с по 4 картечници – Mohawk Mk.II, Hawk 75A-2 с 6 картечници и Hawk 75A-3 – Mohawk Mk.III, Hawk 75A-4 – Mohawk Mk.IV. От самолетите 12 са доставени в Португалия през 1941 г. и 91 на ЮАР в периода 1940 – 1943 г.

## Бойно използване

### САЩ
Единственото сражение, в което участват американските Р-36 е при нападението над Пърл Харбър. При японската атака на земята са унищожени и повредени 23 самолета от този тип от общо около 40, намиращи се на Хаваите. Във въздуха успява да се вдигне една четворка, която води бой с торпедоносци B5N2 и изтребители А6М „Zero“ и успява да свали два изтребителя при загубата на един свой самолет. Първият е свален от лейтенант Расмусен, което е и първата въздушна победа на USAAC във Втората световна война. По-късно самолетите Р-36 са преведени в учебно-тренировъчните части, където са използвани до 1943 г.

### Франция
В началото на войната Франция разполага със 107 изтребителя Hawk в бойните части и 75 в резерв. В сравнение с намиращите се по това време на въоръжение в Луфтвафе варианти на Ме-109, Hawk са по-бавни, но по-маневрени, като въоръжението е общо взето съпоставимо. Тези изтребители се оказват най-доброто от въоръжението на Френските ВВС – във въздушните боеве с немците, частите, въоръжени с Hawk 75 свалят около 230 немски самолета при загубата само на 29 свои. С тези изтребители летят и чешки и полски пилоти, сражаващи се на антихитлериска страна.
След капитулацията на Франция, част от оцелелите самолети остават на служба във ВВС на Вишистка Франция, основно в африканските колонии. Там участват в редица сблъсъци, като отразяването на английските атаки при Мерс ел-Кебир и др. При началото на Операция Торч ВВС на Вишистка Франция в Африка разполагат с около 40 Hawk 75, които при разгорелите се въздушни боеве свалят около 15 американски самолета при загубата на също толкова свои.

### Англия
Английските Mohawk се сражават срещу японците в Бирма с променлив успех. Използвани са и като изтребители-бомбардировачи.

### Холандия
По време на японското нахлуване в Холандска Източна Индия, Холандия разполага с 8 боеспособни Hawk-75А-7 в състава на ескадрила 1-VIG-IV. На 3 февруари 1942 г. ескадрилата излита, за да отблъсне нападението на японски бомбардировачи G3M над гр. Сурабая. Холандците успяват да свалят един и да повредят няколко бомбардировача, но пристигналите японски изтребители от групата за прикрите слагат край на съществуването на ескадрилата.

### Китай
Китайските пилоти, летящи на Hawk 75 не постигат успехи. В средата на 1942 г. почти всички самолети Hawk са или унищожени от японците, или са загубени при произшествия.

### Тайланд
Самолетите Hawk 75 на Кралство Сиам, както тогава се нарича Тайланд, участват във Френско-тайландската война, както и в боевете при японското нахлуване в Тайланд.

### ЮАР
Южноафриканските Mohawk Mk.IV се сражават в завършващата фаза на бойните действия в Италианска Източна Африка през ноември 1941 г.

### Германия
Трофейни Hawk 75 за кратко влизат в състава на JG 77, където попълват загубите от превземането на Франция. Там служат до октомври 1940 г., след което са предадени на Финландия.

### Финландия
Когато Финландия влиза във Втората световна война на страната на Германия срещу СССР, тя разполага със 7 Hawk 75. Между юни 1941 и януари 1944 г. тя получава на три транша от Германия общо 44 трофейни Hawk. Самолетите са на въоръжение в изтребителна авиогрупа LeLV-32, която се сражава до самото излизане на Финландия от войната. Пилотите ѝ удържат 190 победи при загубата само на 15 свои самолета.